# Jacob Mark
Jacob René Mark (født 16. oktober 1991 i Køge) er en dansk privat erhvervsmand og tidligere politiker, der fra 2015 til 2024 har været medlem af Folketinget for Socialistisk Folkeparti, valgt i Køgekredsen (Sjællands Storkreds).
Han var SF’s børne- og undervisningsordfører samt forskningsordfører. I perioden 2009-2015 sad han i Køge Byråd for SF.
I oktober 2024 meddelte han, at han ville stoppe i dansk politik.

## Baggrund
Jacob Mark er opvokset i Køge og blev student fra Køge Gymnasium i 2011. Han har en bachelorgrad i journalistik med sidefag i politik og administration fra Roskilde Universitet. Han er søn af fængselsbetjent Bjarne Mark og folkeskolelærer Lise Mark og har en lillesøster, Freja Mark.
Som 14-årig meldte Jacob Mark sig ind i SF Ungdom. Jacob Mark har været medlem af SF’s Landsledelse siden 2014.
Mark blev i juli 2023 gift med Christina Krzyrosiak Hansen, den socialdemokratiske borgmester i Holbæk Kommune. Sammen har de en søn.

## Politisk karriere

### Byrådspolitik
Jacob Mark blev valgt til Køge Byråd for SF ved kommunalvalget i 2009 som 18-årig og blev dermed den yngste nogensinde i kommunalbestyrelsen. Med 494 personlige stemmer blev han nr. to på SF’s liste efter Børne- og Ungdomsudvalgsformand Johnna Stark. Jacob Mark var medlem af Børne- og Ungdomsudvalget og Kulturudvalget fra 2010-2014.
Ved kommunalvalget i 2013 blev han genvalgt med 793 personlige stemmer. og blev efterfølgende formand for Børneudvalget. samt medlem af Skoleudvalget og Kultur- og Idrætsudvalget. Mark forlod byrådet i efteråret 2015, da han blev valgt til Folketinget for SF, og SF ikke tillader dobbeltmandater.

### Landspolitik
Ved folketingsvalget 2015 blev Mark valgt til Folketinget med 2.948 personlige stemmer. Den 17. maj 2016 blev han valgt til partiets gruppeformand efter Jonas Dahl.
Op til Folketingsvalget 2019 var Jacob Mark børne- og undervisningsordfører, uddannelses- og forskningsordfører samt kultur-, medie- og idrætsordfører for SF.
Ved folketingsvalget 2019 blev han genvalgt med 23.213 personlige stemmer. det højeste antal stemmer blandt SF's kandidater ved valget. Jacob Mark var i perioden 2015-2021 SF’s gruppeformand samt børne-, undervisnings- og medieordfører i Folketinget. Han blev i november 2021 sygemeldt med stress og mistede som følge heraf dele af sit syn. Han kom dog tilbage til sit folketingsarbejde i juni 2022 og blev næstformand for SF's folketingsgruppe samt børne- og undervisningsordfører.
Ved folketingsvalget 2022 blev han genvalgt med 31.235 personlige stemmer, hvilket gjorde ham til valgets femtestørste stemmesluger, og han fik flere personlige stemmer end partiformanden Pia Olsen Dyhr.
Jacob Mark stoppede i politik og udtrådte af Folketinget 1. december 2024 for at arbejde i det private erhvervsliv, hvor han skal arbejde for Andel Energi A/S i Svinninge.

## Priser og udnævnelser
I 2018 vandt Mark Folkemødets Dialogpris. Den 29. maj 2019 modtog Jacob Mark ”Børnenes Gule Førertrøje” fra Forældrebevægelsen #HvorErDerEnVoksen i forbindelse med tour-de-HvorErDerEnVoksen. Mark blev fremhævet for sit arbejde med at bringe minimumsnormeringer til debat og forhandling i Folketinget.
I 2020 indtrådte Mark i Krogerup Højskoles repræsentantskab, og samme år blev han optaget i Kraks Blå Bog.